# پورتلند جنرال الکتریک
پورتلند جنرال الکتریک (انگلیسی: Portland General Electric) شرکت برق آمریکایی است، که در سال ۱۸۸۸ تأسیس شد.